# Пельтцер, Иван Романович
Ива́н Рома́нович Пе́льтцер (при рождении Иога́нн Ро́бертович Пельтцер, 9 ноября 1871 года — 29 марта 1959 года, Москва) — русский и советский актёр театра и кино, режиссёр, лауреат Сталинской премии второй степени (1941), Заслуженный артист РСФСР (1925).

## Биография
Родился 9 ноября 1871 года в селе Каблуково (Богородский уезд Московской губернии).
В 1893 году окончил Московское театральное училище.
В 1900—1910 годах работал в театре Корша в Москве.
Начал сниматься в кино с 1916 года.
В 1940—1946 годах работал в Московском театре имени Моссовета.
С 1950-х годов и до второй женитьбы жил со своей дочерью в актёрском доме на улице Черняховского. Современники вспоминают необычайное жизнелюбие и прекрасное чувство юмора Ивана Романовича.

Могилы Пельтцеров, в том числе, Ивана Романовича, Евгении Сергеевны и Татьяны Ивановны, на Введенском кладбище Москвы.

Умер 29 марта 1959 года. Похоронен в Москве на Введенском кладбище, участок № 29.

## Семья
- первая жена — Эсфирь Боруховна (Евгения Сергеевна) Ройзен (18 декабря 1884 — 28 ноября 1962), дочь первого казённого раввина Киева в 1862—1863 годах Боруха Ройзена (из бердичевской купеческой семьи)[3].
  - дочь — актриса Татьяна Ивановна Пельтцер (1904—1992);
  - сын — автоконструктор Александр Иванович Пельтцер (28 ноября 1906 — 26 ноября 1975).
- вторая жена — актриса Ольга Георгиевна Супротивная (1903—1976).

## Фильмография

### Актёр
- 1916 — Как он устранил своего соперника
- 1916 — Елена Деева
- 1916 — Огородник лихой
- 1916 — Пляска миллионов — Жуков, биржевой маклер
- 1916 — Сибирская атаманша — Яшка
- 1917 — Жертвенник страстей — Троцкий
- 1917 — Жуткая правда о ленском расстреле
- 1917 — Из бездны к солнцу
- 1917 — Ясновидящая
- 1917 — Лгущие богу
- 1918 — Эпизод любви
- 1918 — Зверь внутри нас
- 1918 — Заёмная жена
- 1924 — Красный тыл — Зейц
- 1927 — Дон Диего и Пелагея — секретарь ОУ (нет в титрах)
- 1936 — Последняя ночь — Захаркин, отец
- 1937 — Как будет голосовать избиратель — рабочий
- 1937 — Белеет парус одинокий — дедушка Гаврика
- 1937 — Граница на замке — председатель колхоза
- 1938 — Честь — Костров Назар Петрович, машинист
- 1938 — Медведь — Лука, лакей у Поповой
- 1938 — Люди долины Сумбар — Иван Петрович
- 1939 — Большая жизнь — Кузьма Петрович Козодоев
- 1939 — Человек в футляре — гость
- 1939 — Степан Разин — дед Тарас
- 1939 — Огненные годы — дед Яухим
- 1940 — Цена жизни — доктор Ястребов
- 1941 — Приключения Корзинкиной — спящий вахтёр
- 1941 — Дочь моряка — Захаров Пётр Федосеевич
- 1943 — Она защищает Родину — Степан Орлов
- 1943 — Во имя Родины — эпизод (нет в титрах)
- 1945 — Это было в Донбассе — Кулыгин
- 1946 — Большая жизнь (2 серия) — Кузьма Петрович Козодоев
- 1950 — Заговор обречённых — Стебан
- 1950 — Донецкие шахтёры — Петрович, старый шахтёр
- 1952 — Неразлучные друзья — старый рыбак
- 1953 — Налим
- 1954 — Море студёное
- 1955 — Васёк Трубачёв и его товарищи — Иван Васильевич «Грозный», школьный сторож
- 1955 — В один прекрасный день — дед Фома, бывший барабанщик егерского полка

### Режиссёр
- 1916 — Как он устранил своего соперника
- 1917 — О чём просила его жена

## Награды и премии
- орден Трудового Красного Знамени (6.3.1950)[4]
- орден «Знак Почёта» (1.2.1939)
- Заслуженный артист РСФСР (1925)
- Сталинская премия второй степени (1941) — за исполнение роли рабочего Захаркина в фильме «Последняя ночь» (1936)